# Francisco Medrano
Francisco Medrano, auch bekannt unter dem Spitznamen La Muga, ist ein ehemaliger mexikanischer Fußballspieler, der vorwiegend im Mittelfeld agierte. Er spielte in den 1980er Jahren für die UAT Correcaminos und wurde in den 1990er Jahren der erste Trainer des Vereins, der zuvor auch als Spieler unter Vertrag gestanden hatte.